# Reiner Zimnik

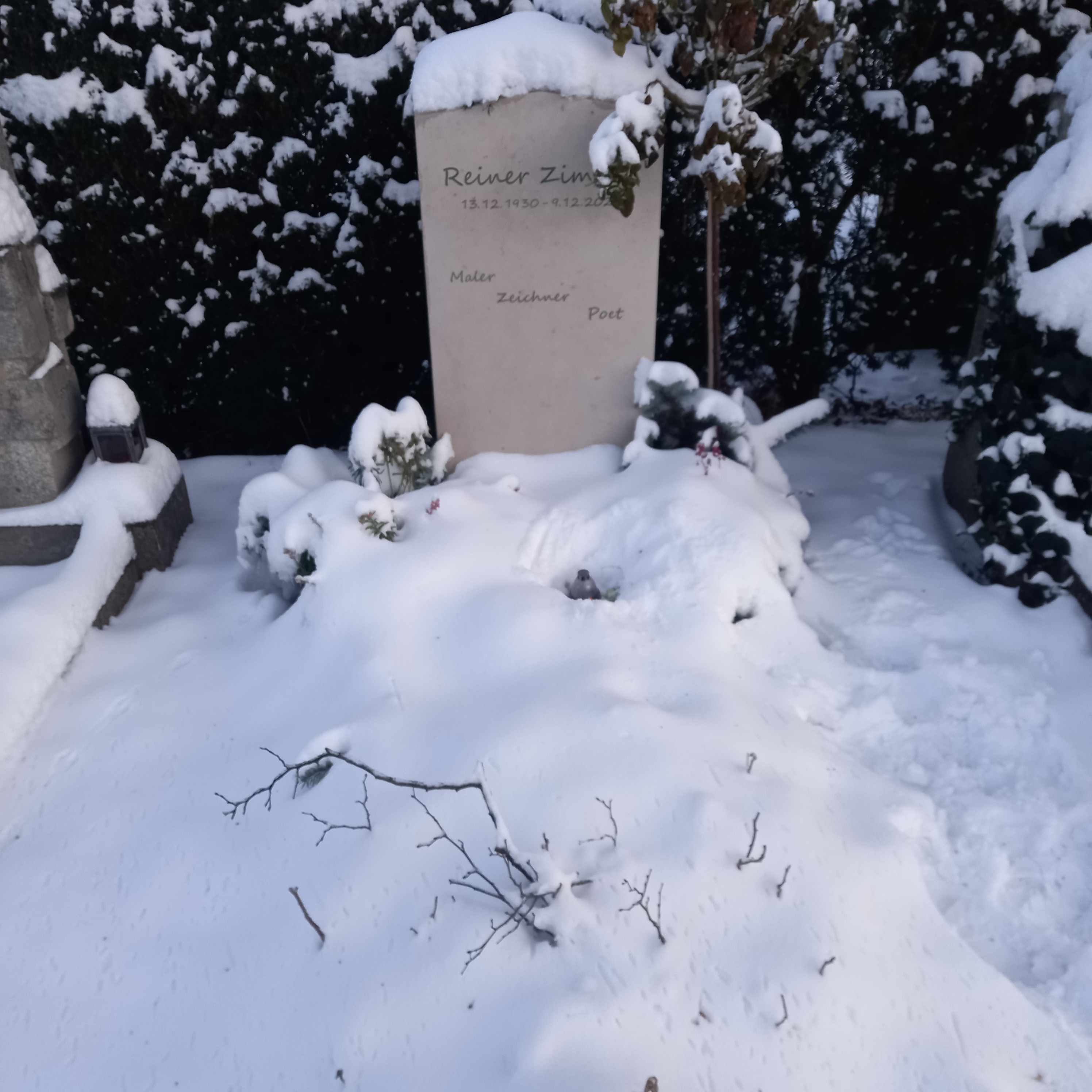
Das Grab von Reiner Zimnik auf dem Nordfriedhof (München)

Reiner Zimnik (* 13. Dezember 1930 in Beuthen/Oberschlesien als Reinhard Karl Zimnik; † 8. Dezember 2021 in München) war ein deutscher Zeichner, Maler und Schriftsteller.

## Leben
Reiner Zimnik war der Sohn eines Beamten. Er absolvierte eine Schreinerlehre, die er 1949 mit der Gesellenprüfung abschloss. Anschließend besuchte er in Landshut ein Gymnasium, an dem er 1952 die Reifeprüfung ablegte. Von 1952 bis 1956 studierte er Malerei und Grafik bei Professor Josef Oberberger an der Akademie der Bildenden Künste in München.
Reiner Zimnik wurde bekannt als Verfasser von Erzählungen für Kinder und Erwachsene, in denen moderne Thematik, romantisch-märchenhafter Stil und die Federzeichnungen des Autors eine unverwechselbare Verbindung eingehen. Vor allem die Geschichten um Jonas den Angler, den einzelgängerischen „Lektro“ und die Figur des „Sebastian Gsangl“ wurden ab Mitte der 1950er Jahre – in der Frühzeit des deutschen Fernsehens – dank der Ausstrahlung als Fernseherzählungen oder Zeichengeschichten ein großer Erfolg. Zimniks Freunde Kurt Wilhelm, Rolf Alexander Wilhelm und Joachim Fuchsberger steuerten hierbei Regie, Musik und das gesprochene Wort bei. 1972 vereinigte sich das erfolgreiche Quartett noch einmal, um bei der Deutschen Grammophon eine Sprechplatte mit Musik und Illustrationen zu zwei modernen Märchen Zimniks herauszubringen. Ab den 1980er Jahren arbeitete Zimnik nur noch als bildender Künstler; den Schwerpunkt seiner Arbeit bildeten seitdem die Naturstudie und das Aquarell.
Reiner Zimnik, der Mitglied des Verbandes Deutscher Schriftsteller und der Münchener Secession war, erhielt u. a. 1958 den Literaturpreis der Landeshauptstadt München und den Eichendorff-Literaturpreis, 1961 ein Villa-Massimo-Stipendium, 1993 den Schwabinger Kunstpreis sowie 1994 den Bayerischen Poetentaler. Er starb im Dezember 2021, fünf Tage vor seinem 91. Geburtstag, in München, wo er ab den 1950er Jahren gelebt hatte.

## Ehrungen
- 1956: ars viva[3]

## Werke
- Der Bär und die Leute, München 1954
- Jonas der Angler, München 1954
- Xaver der Ringelstecher und das gelbe Roß, München 1954
- Der Kran, Berlin 1956
- Der stolze Schimmel, Berlin 1956
- Alle sagen Dickerchen, München 1956
- Der Regen-Otto, München 1958
- Die Trommler für eine bessere Zeit, Berlin 1958
- Die Geschichte vom Käuzchen, München 1960 (zusammen mit Hanna Axmann-Rezzori)
- Der kleine Brülltiger, Berlin 1960; Zürich 1960.
- Der Bär auf dem Motorrad, München 1962.
  - reicher illustriert: Diogenes, Zürich 1972, ISBN 3-257-25025-8.
- Geschichten vom Lektro, Atrium, Zürich 1962, DNB 576971057 / Dressler, Berlin 1962 DNB 455824762.
- mit Hanne Axmann: Die Geschichte vom Käuzchen, Diogenes, Zürich 1963.
  - mit einem neu gefassten Text im gleichen Verlag 1972, ISBN 3-257-25009-6.
- Lektro und die Feuerwehr, Zürich 1964.
- Neue Geschichten vom Lektro, Verlag Dressler, Berlin 1964, DNB-Link
- Lektro und der Eiskönig, Zürich 1965.
- Die Ballade von Augustus und den Lokomotiven, Zürich 1967.
- Der kleine Millionär, Zürich 1969.
- Professor Daniel J. Koopermans' Entdeckung und Erforschung des Schneemenschen, Zürich 1971, ISBN 3-257-00440-0
- Bills Ballonfahrt, Diogenes, Zürich 1972, ISBN 3-257-00541-5.
- Sebastian Gsangl, Zürich 1975.
- Winterzeichnungen, Zürich 1975.
- Geschichten vom Lektro, Diogenes Taschenbuch 20671, Zürich 1990, ISBN 3-257-20671-2.
- Das große Reiner-Zimnik-Geschichtenbuch, Diogenes, Zürich 1980; Erweiterte Neuausgabe: Diogenes, Zürich 2003, ISBN 3-257-00996-8.
- Baumlegenden, mit Zeichnungen und 12 Geschichten des Künstlers, Prestel, München 1990, ISBN 3-7913-1087-9.

## Ausstellungskataloge
- Sieben phantastische Humoristen: Paul Flora, Edward Gorey, Luis Murschetz, J. J. Sempé, Roland Topor, Tomi Ungerer, Reiner Zimnik, Ausstellungskatalog: 5. Oktober – 18. November 1972. Galerie Daniel Keel, Zürich 1972, OCLC 758385075.
- Reiner Zimnik, Abgründe, Karlsruhe 1975
- Reiner Zimnik, Winterzeichnungen, Zürich 1975
- Sempé, Zimnik: Zeichnungen, Grefrath/Kreis Viersen 1978
- Reiner Zimnik, Aquarelle, Zeichnungen, Radierungen, München 1979
- Reiner Zimnik, Aquarelle, Zeichnungen, Radierungen, München 1982
- Reiner Zimnik, Zeichnungen, Regensburg 1988
- Ausstellung Reiner Zimnik, München 1991
- Ausstellung Reiner Zimnik, Aquarelle, Zeichnungen, Radierungen, München 1995
- Ausstellung Reiner Zimnik, Retrospektive zum 70. Geburtstag, München 2001

## Illustrierte Bücher
- Jürgen Dahl: 99 Limericks, München 1958
- Albert Drexler: Fischen Sie auch?, München 1956
- Joachim Hackethal: Die Kehrseite der Medaille, München 1995
- Walter Henkels: Jagd ist Jagd & Schnaps ist Schnaps, Düsseldorf [u. a.] 1971
- Walter Henkels: Wer einen Treiber erschießt, muß die Witwe heiraten, Düsseldorf [u. a.] 1976
- Ursula von Kardorff: Feste feiern wie sie fallen, München 1958
- Hilde Landbeck: Wo ist Dina?, München 1954
- Gerhard Polt: Menschenfresser und andere Delikatessen, München 2000
- Beatrice Schenk de Regniers: Pasteten im Schnee, München 1961
- Wolfdietrich Schnurre: Eine schöne Bescherung, Recklinghausen 1967
- Erwin Tochtermann: Oiß wos Recht is!, München 1982
- Jennika Ulrici: Das ist Zubunt, München 1961
- Kurt Wilhelm: Alle sagen Dickerchen, München 1956
- Karl Wittlinger: Kennen Sie die Milchstraße?, Zürich 1961

## Fernsehen (Auswahl)
- Jonas der Angler
- Der Kran
- Trommler für eine bessere Zeit
- Lektro (Reihe)
- Entdeckung des Schneemenschens
- Die Maschine
- Sebastian Gsangl

## Sprechplatten
- Jonas der Angler / Lektro: Die verschwundene Melodie. Joachim Fuchsberger liest moderne Märchen von Reiner Zimnik (Illustrationen: Reiner Zimnik), Deutsche Grammophon 1972
- Der Bär und die Leute. Gelesen von Gert Haucke, Anstiftung zur Fantasie im Vertrieb schimmelpfennig&friends 2002
- Der Bär und die Leute, Erzählung, Sprecher: Günther Lüders, Musik, Regie, Textbearbeitung: Charlotte Niemann, Radio Bremen 60er Jahre
- Jonas der Angler, Erzählung, Sprecher: Günther Lüders, Musik, Regie, Textbearbeitung: Charlotte Niemann, Radio Bremen 60er Jahre